# こどもディレクター
『こどもディレクター これだけはどうしても聞いておきたい』（こどもディレクター これだけはどうしてもきいておきたい）は、中京テレビの制作により、2024年4月3日から2025年3月20日（19日深夜）まで日本テレビ系列にて放送された、ドキュメンタリー番組である。

## 概要
自らがディレクターとなり家族の疑問について取材し解決するドキュメントバラエティとして、『こどもディレクター 私にしか撮れない家族のハナシ』のタイトルで中京ローカルで2回、日本テレビ系列全国ネットの「プラチナイト」枠で1回、単発で放送された。
2024年4月3日から、水曜プラチナイト前半枠（水曜23:59 - 24:29〈木曜0:29〉）でレギュラー放送された。
番組スタッフが街中で声をかけて「こどもディレクター」を探す形式だが、同番組のホームページでも募集してきた。
同年10月2日放送回（第25回）からは『こどもディレクター これだけはどうしても聞いておきたい』としてリニューアル。取材の対象を家族以外にも広げ、これまで聞けなかったことを聞いていく内容となった。
2025年3月20日（19日深夜）放送回をもってレギュラー放送を終了した。同年4月2日からは『人間研究所 〜かわいいホモサピ大集合!!〜』が放送開始。

## 放送リスト

### 単発版
| 回 | 放送日         | 放送時間（JST）   | 備考                                                                        |
| -- | -------------- | ----------------- | --------------------------------------------------------------------------- |
| 1  | 4月30日        | 日曜14:59 - 15:59 | 中京ローカル 2023年日本民間放送連盟賞 テレビエンターテインメント部門 優秀賞 |
| 2  | 6月11日        | 日曜15:55 - 16:55 | 中京ローカル 2023年日本民間放送連盟賞 テレビエンターテインメント部門 優秀賞 |
| 3  | 2023年12月20日 | 水曜23:59 - 0:54  | 日本テレビ系列全国ネット（プラチナイト枠）                                  |

### レギュラー版

#### こどもディレクター 私にしか撮れない家族のハナシ
| 回 | 放送日  | ゲスト                         | 内容 |
| -- | ------- | ------------------------------ | --- |
| 1  | 4月3日  | YOU                            | 「産んで後悔したことある？」 |
| 2  | 4月10日 | 佐藤隆太                       | 「5年間会話がない妹と仲直りしたい」                                                                                               |
| 3  | 4月17日 | ファーストサマーウイカ         | 「亡くなった両親がくれた名前の由来」                                                                                              |
| 4  | 4月24日 | EXILE TAKAHIRO                 | 「離婚した後彼氏っていた？」 「ギャルだった母の今の生きがいは？」                                                                 |
| 5  | 5月1日  | 青木崇高                       | 「私が生まれてなんでクイズを辞めたの？」 VTR出演：稲川良夫 「難病の母へ伝えたい想い」                                             |
| 6  | 5月8日  | 矢沢心                         | 「顔にタトゥーを入れたこと どう思ってる？」                                                                                       |
| 7  | 5月15日 | 溝端淳平                       | 「美女と野獣」 「別居後なんでまた一緒に暮らしてる？」                                                                             |
| 8  | 5月22日 | 瀧本美織                       | 「無口な父は私が家業を継がないことをどう思ってる？」                                                                              |
| 9  | 5月29日 | 草彅剛                         | 「草彅剛に聞きたいこと」 「なぜ祖父は親戚と縁を切った？」                                                                         |
| 10 | 6月6日  | 仲野太賀                       | 「僕のことを愛していましたか」 |
| 11 | 6月12日 | 仲野太賀                       | 「僕のことを愛していましたか」完結編                                                                                              |
| 12 | 6月19日 | 中尾明慶                       | 「今まで聞けなかった戦争の話」 |
| 13 | 6月26日 | あばれる君                     | 「43年間言えなかった両親へのありがとう」                                                                                          |
| 14 | 7月10日 | ゲストなし                     | こどもDその後SP |
| 15 | 7月17日 | 冨永愛                         | 「両親の本当の出会いは？」 「私の不登校時代 本当はどう思ってた？」                                                                |
| 16 | 7月25日 | 槙野智章                       | 「うちのたこ焼きはなんで丸くないの？」 「迷惑かけたのに、なぜ今も応援してくれる？」                                               |
| 17 | 8月8日  | 狩野英孝                       | 「30歳になった自分に、どうなってほしい？」 「みそ汁のレシピが知りたい」 「両親はどうやって出会ったの？」                          |
| 18 | 8月14日 | ゆうちゃみ（古川優奈）         | 「ひどいことを言ってしまったパパに謝りたい」 VTR出演：あぢゃ                                                                      |
| 19 | 8月21日 | 八嶋智人                       | 「私に普通の服を着てほしかった？」 「マヂラブ村上さんと結婚したことどう思ってる？」 VTR出演：いとくとら、村上（マヂカルラブリー） |
| 20 | 8月28日 | 森泉                           | 「13年ぶりに父に会いたい 母はどう思う？」                                                                                         |
| 21 | 9月4日  | 大久保嘉人                     | 「なぜ父は妹だけ故郷に連れて帰ったの？」                                                                                          |
| 22 | 9月11日 | 松田里奈（櫻坂46）             | 「弟が1人で継ぐ梨農家 本当はどう思ってる？」 「迷惑をかけた自分は育てやすかった？」                                               |
| 23 | 9月18日 | ダイアン（ユースケ・津田篤宏） | 「母を訪ねブラジルへ」 「離婚した父に娘が聞く 夫婦愛って何？」                                                                    |
| 24 | 9月25日 | 土屋アンナ                     | 「私がお腹にいた時 母はどんなことを思ってた？」                                                                                   |

#### こどもディレクター これだけはどうしても聞いておきたい
| 回 | 放送日   | ゲスト                                     | 内容 |
| -- | -------- | ------------------------------------------ | --- |
| 25 | 10月2日  | ヒコロヒー                                 | 「なんで後ろ向きに歩いてるの？」 |
| 26 | 10月9日  | ロッチ（中岡創一・コカドケンタロウ）       | 「破天荒！亡き父の素顔が知りたい」 VTR出演：すがちゃん最高No.1（ぱーてぃーちゃん）                                                                 |
| 27 | 10月16日 | 三浦翔平                                   | 「自分が負けて逃した全国9連覇 監督はどう思ってる？」 「姉がもらってきた不気味な人形の正体は…？」                                                   |
| 28 | 10月23日 | 小山慶一郎（NEWS）、平澤宏々路             | 「いらっしゃいませを連呼するのはなぜ？」 「創業77年の家業 継がない娘をどう思ってる？」                                                             |
| 29 | 10月30日 | 柴田英嗣（アンタッチャブル）、本田望結     | 「どうして父は私にだけ最期の手紙をくれなかったの？」                                                                                               |
| 30 | 11月7日  | 陣内智則、内田篤人                         | 「学校に馴染めなかった自分となぜ仲良くしてくれた？」 「自分にしか撮れない 歌舞伎の舞台裏」 VTR出演：市川右若、十三代目 市川團十郎 白猿、市川右團次 |
| 31 | 11月13日 | 塚地武雅（ドランクドラゴン）、前田敦子     | 「貰ったお皿を3日間で割って黙っていたことをちゃんと謝りたい」 VTR出演：井上咲楽 「75歳の店主へ 大好きなお店をいつまで続けてくれますか？」          |
| 32 | 11月20日 | 蛍原徹、平子祐希（アルコ&ピース）          | 「出禁になったお店のママに謝って またお店に通いたい」 「難病と向き合う牡蠣漁師 家族の想いは？」                                                    |
| 33 | 11月27日 | 永野、ウルフ・アロン                       | 「売れずに11年 母は私が芸人してること どう思ってる？」 VTR出演：ハルナ（あかねさす） 「顔にタトゥーを入れたこと どう思ってる？TAPPEIさんのその後」 |
| 34 | 12月4日  | ウエンツ瑛士、七五三掛龍也（Travis Japan） | 「両親は私たちに本当はプロレスをやめてほしい？」 VTR出演：玖麗さやか・レディ・C（スターダム）                                                      |

| 回 | 放送日  | ゲスト                                                       | 内容 |
| -- | ------- | ------------------------------------------------------------ | --- |
| 35 | 1月15日 | 屋敷裕政（ニューヨーク）、志田彩良                           | 「家を出ていった父親と22年ぶりに会って話したい」 VTR出演：TKda黒ぶち                                                                                        |
| 36 | 1月22日 | 高橋茂雄（サバンナ）、風間俊介                               | 最低な告白をしてしまった初恋の人に謝りたい「あの時ちゃんと告白していたらどうなっていた？」 VTR出演：鰻和弘（銀シャリ）                                      |
| 37 | 1月29日 | 横澤夏子、近藤千尋                                           | 「幼馴染のバンドメンバーは今、俺のことどう思ってる？」 VTR出演：FOMARE（アマダシンスケ・カマタリョウガ・オグラユウタ） 「父は私と出会う前どんな人だった？」 |
| 38 | 2月5日  | マヂカルラブリー（野田クリスタル・村上）                     | 「デコトラに乗っていること 母ちゃんに迷惑かけてない？」 「仕事を打ち明け疎遠になった祖母とまた話したい」                                                    |
| 39 | 2月12日 | 吉村崇（平成ノブシコブシ）、富田鈴花（日向坂46）             | 息子から父へ「20年近く話していないこと どう思ってる？」 「渡せずじまいの手紙を読んで祖母に感謝を伝えたい」                                                  |
| 40 | 2月19日 | 小森隼（GENERATIONS from EXILE TRIBE）、長谷川忍（シソンヌ） | 62歳父の後悔「俺の息子でよかったですか？」家族で過ごす最後の1カ月                                                                                           |
| 41 | 2月26日 | 伊集院光、齊藤京子                                           | 「東京五輪決勝を戦ったライバルと再会したい」 VTR出演：ウルフ・アロン、チョ・グハム                                                                          |
| 42 | 3月5日  | 田中卓志（アンガールズ）、本田翼                             | 「東日本大震災後の大変な時期 自分を支えてくれた恩師の本音が聞きたい」                                                                                       |
| 43 | 3月13日 | 河井ゆずる（アインシュタイン）、佐野勇斗・吉田仁人（M!LK）   | 「父はなんで結婚式に来たくなかった？兄はどうやって連れてきた？」 「私を身籠ったとき母はどんな気持ちだった？」                                               |
| 44 | 3月20日 | YOU                                                          | 「脳出血で危機的状況からCPサッカー日本代表に。倒れたあの時どう思ってた？」                                                                                  |

## 出演者

### MC
（パイロット版・レギュラー版共通）
- 斎藤工

### 単発版ゲスト
第1回
- YOU

第2回
- YOU
- やす子

第3回
- 土屋アンナ
- 長谷川忍（シソンヌ）

## テーマ曲

### 挿入曲
・「ロリポップ」ザ・コーデッツによるカヴァーバージョンが、番組内で使われた（2024年9月まで）。
・「帰ってほしいの（原題：I Want You Back）」ジャクソン5（2024年10月から）

### エンディング曲
「スタンド・バイ・ミー」ベン・E・キング（2024年9月まで）

### 水曜プラチナイトエンディングテーマ
2024年9月までは本番組では上記のエンディングテーマが流れており、月単位のエンディングテーマは『お笑い4コマパーティー ロロロロ』のみで流れていた。『ロロロロ』終了後はドラマパートが放送され、枠全体でのエンディングテーマとして毎月異なる曲をタイアップしている。また、本番組のスタッフロールもドラマ終了後にドラマパートのスタッフロールと併せて流すようになった。
ここでは、2024年10月から本番組が終了した2025年3月までのエンディングテーマについて記載する。2024年9月以前のエンディングテーマについては『ロロロロ』を参照のこと。
2024年
- 10月度エンディングテーマ - Da-iCE「I wonder」[2]
- 11月度エンディングテーマ - 僕が見たかった青空「好きすぎてUp and down」[3]
- 12月度エンディングテーマ - 超ときめき♡宣伝部「こんなあたしはいかがですか」[4]

2025年
- 1月度エンディングテーマ - GENIC「FUN!FUN!FUN!」[5]
- 2月度エンディングテーマ - MATSURI「アヴァンチュール中目黒」[6]
- 3月度エンディングテーマ - WATWING「memories」[7]

2025年4月以降の『水曜プラチナイト』枠のエンディングテーマについては『人間研究所 〜かわいいホモサピ大集合!!〜』を参照のこと。

## ネット局
| 放送対象地域   | 放送局                    | 系列                                               | 放送日時            | ネット状況 |
| -------------- | ------------------------- | -------------------------------------------------- | ------------------- | ---------- |
| 中京広域圏     | 中京テレビ（CTV）         | 日本テレビ系列                                     | 水曜 23:59 - 翌0:29 | 制作局     |
| 北海道         | 札幌テレビ（STV）         | 日本テレビ系列                                     | 水曜 23:59 - 翌0:29 | 同時ネット |
| 青森県         | 青森放送（RAB）           | 日本テレビ系列                                     | 水曜 23:59 - 翌0:29 | 同時ネット |
| 岩手県         | テレビ岩手（TVI）         | 日本テレビ系列                                     | 水曜 23:59 - 翌0:29 | 同時ネット |
| 宮城県         | ミヤギテレビ（MMT）       | 日本テレビ系列                                     | 水曜 23:59 - 翌0:29 | 同時ネット |
| 秋田県         | 秋田放送（ABS）           | 日本テレビ系列                                     | 水曜 23:59 - 翌0:29 | 同時ネット |
| 山形県         | 山形放送（YBC）           | 日本テレビ系列                                     | 水曜 23:59 - 翌0:29 | 同時ネット |
| 福島県         | 福島中央テレビ（FCT）     | 日本テレビ系列                                     | 水曜 23:59 - 翌0:29 | 同時ネット |
| 関東広域圏     | 日本テレビ（NTV）         | 日本テレビ系列                                     | 水曜 23:59 - 翌0:29 | 同時ネット |
| 山梨県         | 山梨放送（YBS）           | 日本テレビ系列                                     | 水曜 23:59 - 翌0:29 | 同時ネット |
| 新潟県         | テレビ新潟（TeNY）        | 日本テレビ系列                                     | 水曜 23:59 - 翌0:29 | 同時ネット |
| 長野県         | テレビ信州（TSB）         | 日本テレビ系列                                     | 水曜 23:59 - 翌0:29 | 同時ネット |
| 静岡県         | 静岡第一テレビ（SDT）     | 日本テレビ系列                                     | 水曜 23:59 - 翌0:29 | 同時ネット |
| 富山県         | 北日本放送（KNB）         | 日本テレビ系列                                     | 水曜 23:59 - 翌0:29 | 同時ネット |
| 石川県         | テレビ金沢（KTK）         | 日本テレビ系列                                     | 水曜 23:59 - 翌0:29 | 同時ネット |
| 福井県         | 福井放送（FBC）           | 日本テレビ系列                                     | 水曜 23:59 - 翌0:29 | 同時ネット |
| 近畿広域圏     | 読売テレビ（ytv）         | 日本テレビ系列                                     | 水曜 23:59 - 翌0:29 | 同時ネット |
| 鳥取県・島根県 | 日本海テレビ（NKT）       | 日本テレビ系列                                     | 水曜 23:59 - 翌0:29 | 同時ネット |
| 広島県         | 広島テレビ（HTV）         | 日本テレビ系列                                     | 水曜 23:59 - 翌0:29 | 同時ネット |
| 山口県         | 山口放送（KRY）           | 日本テレビ系列                                     | 水曜 23:59 - 翌0:29 | 同時ネット |
| 徳島県         | 四国放送（JRT）           | 日本テレビ系列                                     | 水曜 23:59 - 翌0:29 | 同時ネット |
| 香川県・岡山県 | 西日本放送（RNC）         | 日本テレビ系列                                     | 水曜 23:59 - 翌0:29 | 同時ネット |
| 愛媛県         | 南海放送（RNB）           | 日本テレビ系列                                     | 水曜 23:59 - 翌0:29 | 同時ネット |
| 高知県         | 高知放送（RKC）           | 日本テレビ系列                                     | 水曜 23:59 - 翌0:29 | 同時ネット |
| 福岡県         | 福岡放送（FBS）           | 日本テレビ系列                                     | 水曜 23:59 - 翌0:29 | 同時ネット |
| 長崎県         | 長崎国際テレビ（NIB）     | 日本テレビ系列                                     | 水曜 23:59 - 翌0:29 | 同時ネット |
| 熊本県         | くまもと県民テレビ（KKT） | 日本テレビ系列                                     | 水曜 23:59 - 翌0:29 | 同時ネット |
| 大分県         | テレビ大分（TOS）         | - 日本テレビ系列 - フジテレビ系列                  | 水曜 23:59 - 翌0:29 | 同時ネット |
| 宮崎県         | テレビ宮崎（UMK）         | - フジテレビ系列 - 日本テレビ系列 - テレビ朝日系列 | 水曜 23:59 - 翌0:29 | 同時ネット |
| 鹿児島県       | 鹿児島読売テレビ（KYT）   | 日本テレビ系列                                     | 水曜 23:59 - 翌0:29 | 同時ネット |

## スタッフ
※=レギュラー版から加入
- 構成：安斎友朗
- 撮影(※)：湯本将司、福岡利浩、土方隆司、玉木大周、石田崇【週替り】
- スタジオエンジニア：中原雅(健)裕、高島恭志朗
- 照明：足立洋幸（第3回-）
- 美術：橋本昌和
- デザイン：宮内素
- 編集：青田剛、糸山堅太（NiTRo）、平井章浩、坂本亮（青田〜坂本→※）、太田翔也（第2回-）、関原忍（第1回と※）【週替り】
- テロップ：村松しおり、川地真由、宮内素、遠藤我矩、増森寛樹、葛西麗央（共に※）【週替り】
- MA：浅井豊、久米川広成（NiTRo）（※）
- デスク：竹市恵子、村田裕子、都築桃子、松丸智美（竹市〜松丸→※）【週替り】
- AP：丹羽由貴奈
- 音効：辻󠄀幸宏（東海サウンド）、赤塚翔汰朗（※）、鏑木太郎（※）
- TK：柿田由美子（第3回-）、梅澤和世（※）
- ヘアメイク(※)：赤塚修二（※）
- スタイリスト(※)：Yohei yoppy Yoshida（※）
- 技術協力：エクサインターナショナル、夢玄、零CREATE（※）、NiTRo（※）
- 制作協力：UN-TRASH（※）【不定期】
- 美術協力：フジアール
- キャスティング：北村かずや（ビーオネスト、第1,2回と※）
- 編成：山﨑友大（※、2024年7月17日-）
- 広報：中島彩花（※）
- AD：渡辺七海、上田樹、澁谷琴音、井上梓、河原芳樹、山本千早希（渡辺〜山本→※）【週替り】
- ディレクター：米山敦也、越田杏（越田→第1,2回と※）、水谷太一（水谷→※）、江口航（江口→第3回と※）、高取瑞紀（高取→※）、大貫隼斗（大貫→※、UN-TRASH）、阿部梨花（※）、黒田長憲（第3回と※）、中村元紀（第1-3回と※）【週替り】
- 企画・演出：北山流川
- 監修：上出遼平
- プロデューサー：芦田雄祐（※、2024年7月10日-）
- 製作著作：中京テレビ

### 過去のスタッフ
- CAM：山本健太（第1-3回）
- AUD：村本達弥（第1-3回）
- 照明：葛原昌弘（第1,2回）
- テロップ：伊藤美穂（第1-3回）
- 編集：市橋孝義（第1,2回）
- デスク：杉山朗子（第1-3回）
- TK：波多野有紀（第1,2回）
- メイク：山田かつら（第1-3回）
- 技術協力：SWISH JAPAN（第1-3回）
- 取材協力(第3回)：海陽学園（第3回）
- 編成：川畑宏海（第3回-2024年7月10日）
- 広報：北亮一（第1,2回）、小田梨紗子、鈴木一輝（共に第3回）、宗宮功卓（※、2024年7月10日まで、第1,2回は編成）
- AD：藤田桃奈（第1,2回）、大原凱斗、古賀和輝（共に第3回）
- ディレクター：小林健人、渡邊永人、山本周平（共に第1,2回）
- プロデューサー：宮木千佳（2024年7月10日まで）
- チーフプロデューサー(第3回-)：笠井知己（第3回-2024年6月26日、第1,2回はプロデューサー）